# Домінік Валера
Домінік Валера (фр. Dominique Valera; нар. 4 жовтня 1947, Париж, Франція) — французький спортсмен, один із піонерів та найвідоміших представників карате в Європі, багаторазовий чемпіон Франції та Європи. Також відомий як актор, каскадер та тренер. Знакова фігура у світі французьких бойових мистецтв 1970-1980-х років.

## Біографія та спортивна кар'єра
Домінік Валера почав займатися карате (стиль Сьотокан) у 1962 році у віці 15 років під керівництвом Анрі Пле[джерело?]. Прогресуючи дуже швидко, вже у 1965 році став чемпіоном Франції серед юніорів. Його агресивний та атлетичний стиль бою разом із харизматичним характером швидко принесли йому популярність.
Валера був домінуючою фігурою у французькому та європейському карате протягом 1960-х та 1970-х років:
- Багаторазовий чемпіон Франції з карате (відкрита вагова категорія): 1966, 1967, 1969, 1970, 1971, 1972, 1973, 1975[джерело?].
- Чемпіон Європи з карате (індивідуальна першість): 1969, 1971, 1973[джерело?].
- Чемпіон Європи з карате у командній першості: 1970, 1971, 1973, 1975 (як капітан збірної Франції)[джерело?].

Його кар'єра була затьмарена скандальним інцидентом у 1973 році під час Чемпіонату світу з карате в Лонг-Біч (США)[джерело?]. Після суперечливого рішення суддів у його поєдинку, Валера втратив самовладання і завдав ударів суддям, що призвело до його дискваліфікації та заборони виступати під егідою WUKO (Всесвітня федерація карате, попередниця WKF).
Після заборони, Валера активно зайнявся кікбоксингом та професійними поєдинками з повноконтактними правилами, ставши ключовою фігурою у розвитку повноконтактних дисциплін у Франції.

## Кар'єра в кіно
Відомий своєю фізичною підготовкою та харизмою, Домінік Валера успішно перейшов у кіноіндустрію:
- Дебютував у фільмі «Валіза» (La Valise, 1973)
- Найбільшу популярність йому принесли ролі у серії французьких бойовиків:
  - «Розпечений» (Le Guignolo, 1980) з Жаном-Полем Бельмондо
  - «Баді» (Banzaï, 1983)
  - «Савана» (Savate, 1995)
  - «Братство вовка» (Le Pacte des loups, 2001) — роль Сильвіо
- Виконував власні каскадерські трюки, працював постановником боїв для інших акторів.

## Тренерська діяльність
- Тренер національної збірної Франції з карате
- Заснував організацію «Домінік Валера Профешнл» (DVP) для організації професійних поєдинків
- Продовжує проводити майстер-класи з карате та самооборони[джерело?].

## Особисте життя
- Син — Джоні Валера (каратист та актор)
- Брат — Жан-П'єр Валера (каратист)[джерело?]

## Фільмографія (вибіркова)
- 1973: Валіза (La Valise)
- 1975: Страх над містом (Peur sur la ville) — каскадер
- 1980: Розпечений (Le Guignolo)
- 1983: Баді (Banzaï)
- 1995: Савана (Savate)
- 2001: Братство вовка (Le Pacte des loups)
- 2002: Астерікс і Обелікс: Місія Клеопатра (Astérix & Obélix: Mission Cléopâtre) — каскадер